# Dubai Ports World
DP World es una filial de Dubai World, un holding propiedad del Estado de Dubái en los Emiratos Árabes Unidos.
En septiembre de 2005, Dubai Ports International se fusionó oficialmente con Dubai Ports Authority para formar DP World.
En marzo del 2006, adquirió a la compañía Peninsular and Oriental Steam Navigation Company (P&O) del Reino Unido, que entonces era el cuarto mayor operador de puertos en el mundo, por 3,9 mil millones £ (7 mil millones$), superando una oferta de PSA International de Singapur de 3500 millones de libras. P&O es uno de los nombres más famosos entre las empresas británicas, después de haber sido, también, el mayor operador de transporte marítimo en el mundo. DP World se ha comprometido a mantener la sede de P&O en Londres. En octubre de 2021, coincidiendo con la inauguración de la Expo 2020, DP World presentó su nueva identidad corporativa.
En marzo de 2021, la compañía dijo que, debido a la pandemia Covid-19, había sufrido una caída de sus ganancias en un 29% en comparación con 2019.
En mayo de 2021, Abdulla Bin Damithan fue nombrado director ejecutivo y director general de negocios de los EAU.

## Ubicaciones de DP World
Dubai Ports World controla en la actualidad varias terminales principales de todo el mundo, con otros proyectos en desarrollo. Adicionalmente, la compañía tiene oficinas de logística en Londres y los Emiratos Árabes Unidos.
África
- Yibuti
  - Doraleh Container Terminal - en desarrollo[6]
  - Puerto de Yibuti[7]
- Mozambique - Muelle de contenedores de Maputo en el puerto de Maputo, administrado por Port Maputo[8]
- Senegal
  - Port du Futur - en desarrollo[9]
  - Terminal de Contenedores del puerto de Dakar - en desarrollo[9]

América
- Argentina - Terminales 1, 2 y 3 en Puerto Nuevo (Buenos Aires)[10]
- Canadá -  Centerm en el Puerto de Vancouver[11]
- Chile - Puerto de San Antonio
- Chile - Puerto de Lirquén
- República Dominicana - Puerto Caucedo[12]
- Perú - Puerto del Callao - Terminal de Contenedores del Terminal Portuario del Callao - Zona Sur[13]
- Ecuador - Posorja - Muelle Profundo[14]

Asia
- China
  - Hong Kong
    - ATL Logistics Centre Hong Kong en Kwai Chung Port[15]
    - Muelle 3 en Kwai Chung Port[16]
    - Terminal 8 Oeste en el puerto de Kwai Chung (en operación con Asia Container Terminals)[17]

  - Qingdao - Muelle de contenedores de Qingdao Qianwan - en expansión[18][19]
  - Shanghái - Shanghai Ji Fa[20]
  - Shenzhen - ATL Logistics Centre Yantian[21]
  - Tianjin[22]
  - Yantai - Instalaciones de la terminal del Puerto de Yantai[23]
- India
  - Madrás (Chennai)- Chennai Container Terminal en el Puerto de Chennai[24]
  - Kochi
    - India Gateway Terminal[25]
    - Muelle de contenedores en Vallarpadam - en desarrollo[26]

  - Kulpi - en desarrollo[27]
  - Mundra - Mundra International Container Terminal[28]
  - Nhava Sheva - Nhava Sheva International Container Terminal[29]
  - Visakhapatnam - Vizag Port[30]
- Pakistán -  Qasim International Container Terminal en Puerto de Qasim (Karachi) - en expansión[31][32]
- Rusia - Puerto Vostochny[33]
- Arabia Saudita
  - Puerto de Yeda[34]
  - Puerto de KAEC - en desarrollo
- Corea del Sur - Busán[35]
- Turquía - Yarmica - en desarrollo[36]
- Vietnam - Ciudad Ho Chi Minh - Saigon Premier Container Terminal - en desarrollo[37]
- Emiratos Árabes Unidos
  - Abu Dhabi
    - Mina Zayed[38]
    - Puerto Khalifa - en desarrollo[39]

  - Dubái
    - Puerto Jebel Ali[40]
    - Puerto Rashid[41]

  - Fujairah - Puerto de Fujairah[42]

Europa
- Bélgica
  - Amberes - Puerto de Amberes[43]
  - Muelle Churchill[44]
- España
  - Tarragona - Puerto de Tarragona
- Francia
  - Le Havre - Puerto de Le Havre[45]
  - Marsella
    - Puerto de Marsella[46]
    - Fos - en desarrollo[47]
- Alemania - Germersheim[48]
- Países Bajos - Róterdam - Maasvlakte 2 - en desarrollo[49]
- Rumanía - Constanza - Muelle de contenedores sur de Constanza[50]
- Reino Unido
  - London Gateway - en desarrollo[51]
  - Southampton - Southampton Container Terminals[52]
  - Puerto de Tilbury - Tilbury Container Services[53]

Oceanía
- Australia
  - Adelaida - Puerto de Adelaide[54]
  - Brisbane - Puerto de Brisbane[55]
  - Fremantle - Puerto de Fremantle[56]
  - Melbourne - Puerto de Melbourne[57]
  - Sídney - Puerto Botany[58]

## Patrocinio
Desde 2012 DP World patrocina al Campeonato Mundial de Dubái (torneo de golf). En 2020, la escudería de Fórmula 1 Renault F1 Team agregó a la empresa como su patrocinador principal y pasa a llamarse «Renault DP World F1 Team».

## Compañías o empresas pertenecientes al grupo DP World[61]
- Palletways | Empresa de distribución exprés de mercancía paletizada en España y Europa | Web